# Municipio de Republican (Kansas)
El municipio de Republican (en inglés: Republican Township) es un municipio ubicado en el condado de Clay en el estado estadounidense de Kansas. En el año 2010 tenía una población de 1142 habitantes y una densidad poblacional de 13,61 personas por km².

## Geografía
El municipio de Republican se encuentra ubicado en las coordenadas 39°11′3″N 97°0′44″O / 39.18417, -97.01222. Según la Oficina del Censo de los Estados Unidos, el municipio tiene una superficie total de 83.91 km², de la cual 75,61 km² corresponden a tierra firme y (9,89 %) 8,3 km² es agua.

## Demografía
Según el censo de 2010, había 1142 personas residiendo en el municipio de Republican. La densidad de población era de 13,61 hab./km². De los 1142 habitantes, el municipio de Republican estaba compuesto por el 95,27 % blancos, el 0,35 % eran afroamericanos, el 0,53 % eran amerindios, el 0,53 % eran asiáticos, el 0,26 % eran de otras razas y el 3,06 % eran de una mezcla de razas. Del total de la población el 3,15 % eran hispanos o latinos de cualquier raza.